# Franko Škugor
Franko Škugor (frâŋko ʃkûɡor; Šibenik, Iugoslàvia, 20 de setembre de 1987) és un tennista professional croat que principalment juga a l'ATP Challenger Tour, i està especialitzat en dobles. Va guanyar la Copa Davis en l'edició de 2018 amb l'equip croat tot i que no va disputar cap partit en la final.
Al novembre de 2019, va capitanejar l'equip croat de Copa Davis després de la sortida de Željko Krajan.

## Palmarès

### Dobles: 9 (6−3)
| Llegenda                          |
| --------------------------------- |
| Grand Slams (0−0)                 |
| ATP Finals (0−0)                  |
| ATP World Tour Masters 1000 (1−0) |
| ATP World Tour 500 (1−1)          |
| ATP World Tour 250 (4−2)          |

| Títols per superfície |
| --------------------- |
| Dura (1−1)            |
| Gespa (0−0)           |
| Terra batuda (4−2)    |

| Resultat  | Núm. | Data                   | Torneig                         | Superfície   | Parella           | Oponents                             | Marcador               |
| --------- | ---- | ---------------------- | ------------------------------- | ------------ | ----------------- | ------------------------------------ | ---------------------- |
| Finalista | 1.   | 27 de juliol de 2014   | Umag, Croàcia                   | Terra batuda | Dušan Lajović     | František Čermák Lukáš Rosol         | 4−6, 6−7(5)            |
| Finalista | 2.   | 30 de juliol de 2017   | Gstaad, Suïssa                  | Terra batuda | Jonathan Eysseric | Oliver Marach Philipp Oswald         | 3−6, 6−4, [8−10]       |
| Guanyador | 1.   | 29 d'abril de 2018     | Budapest, Hongria               | Terra batuda | Dominic Inglot    | Matwé Middelkoop Andrés Molteni      | 6−7(8), 6−1, [10−8]    |
| Guanyador | 2.   | 17 de juny de 2018     | 's-Hertogenbosch, Països Baixos | Gespa        | Dominic Inglot    | Raven Klaasen Michael Venus          | 7−6(3), 7−5            |
| Guanyador | 3.   | 28 d'octubre de 2018   | Basilea, Suïssa                 | Dura (i)     | Dominic Inglot    | Alexander Zverev Mischa Zverev       | 6−2, 7−5               |
| Guanyador | 4.   | 14 d'abril de 2019     | Marràqueix, Marroc              | Terra batuda | Jürgen Melzer     | Matwé Middelkoop Frederik Nielsen    | 6−4, 7−6(6)            |
| Guanyador | 5.   | 21 d'abril de 2019     | Montecarlo, Mònaco              | Terra batuda | Nikola Mektić     | Robin Haase Wesley Koolhof           | 6−7(3), 7−6(3), [11−9] |
| Finalista | 3.   | 6 d'octubre de 2019    | Tòquio, Japó                    | Dura         | Nikola Mektić     | Nicolas Mahut Édouard Roger-Vasselin | 6−7(7), 4−6            |
| Guanyador | 6.   | 13 de setembre de 2020 | Kitzbühel, Àustria              | Terra batuda | Austin Krajicek   | Marcel Granollers Horacio Zeballos   | 7−6(5), 7−5            |

### Equips: 2 (1−1)
| Resultat  | Núm. | Data                      | Torneig                     | Superfície       | Equip                                         | Oponents                                                                           | Marcador |
| --------- | ---- | ------------------------- | --------------------------- | ---------------- | --------------------------------------------- | ---------------------------------------------------------------------------------- | -------- |
| Finalista | 1.   | 25 − 26 d'octubre de 2016 | Copa Davis, Zagreb, Croàcia | Dura (i)         | Marin Čilić Ivan Dodig Ivo Karlović           | Federico Delbonis Leonardo Mayer Guido Pella Juan Martín del Potro                 | 2−3      |
| Guanyador | 1.   | 23 − 25 d'octubre de 2018 | Copa Davis, Lilla, França   | Terra batuda (i) | Marin Čilić Borna Ćorić Ivan Dodig Mate Pavić | Jérémy Chardy Pierre-Hugues Herbert Nicolas Mahut Lucas Pouille Jo-Wilfried Tsonga | 3−1      |

## Trajectòria

### Dobles masculins
| Open d'Austràlia | A    | A   | A   | A   | A   | A   | A   | A   | A   | A   | A   | A   | A    | 2R    | 2R    | 3R    | A    | 1R | 0 / 4     | 4 – 4     |
| Roland Garros | A    | A   | A   | A   | A   | A   | A   | A   | A   | A   | A   | A   | A    | 1R    | 1R    | 2R    | QF   | 1R | 0 / 5     | 4 – 5     |
| Wimbledon | A    | A   | A   | A   | A   | A   | A   | A   | A   | Q1  | A   | Q1  | SF   | SF    | 3R    | NC    | A    | 1R | 0 / 4     | 10 – 4    |
| US Open | A    | A   | A   | A   | A   | A   | A   | A   | A   | A   | A   | A   | 1R   | 3R    | 2R    | 1R    | A    | 1R | 0 / 5     | 3 – 5     |
| Total Victòries−Derrotes                                                                                                   | 0−1  | 0−0 | 0−0 | 0−2 | 1−1 | 0−2 | 0−0 | 1−2 | 1−3 | 4−3 | 2−2 | 5−3 | 11−9 | 31−25 | 15−12 | 16−13 | 7−12 |    | 103 – 107 | 103 – 107 |
| Rànquing a final d'any | 1081 | 790 | 522 | 924 | 438 | 435 | 524 | 248 | 111 | 122 | 144 | 107 | 42   | 28    | 35    | 30    | 53   |    |           |           |
| Llegenda: G: Guanyador; F: Finalista; SF: Semifinalista; QF: Quarts de final; Q: Qualificació; A: Absent; RR: Round Robin; |      |     |     |     |     |     |     |     |     |     |     |     |      |       |       |       |      |    |           |           |